# Пхукет

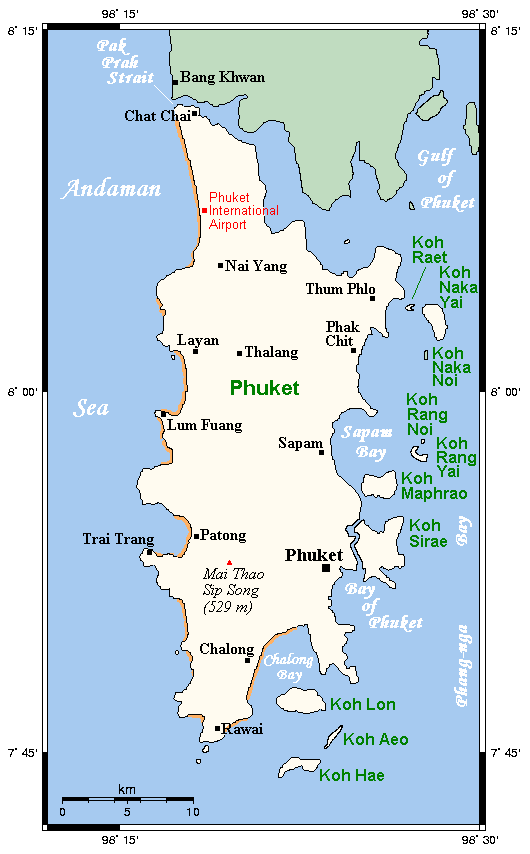
Карта Пхукета (пляжи выделены коричневым цветом)

Пхуке́т (тайск. ภูเก็ต; МФА: [pʰūː.kèt]о файле), также Пуке́т, ранее в европейских источниках и навигационных картах упоминавшийся как Тала́нг (тайск. ถลาง), Джанк Сейлон (англ. Junk Ceylon) или Джен Сайлен (англ. Jan Sylan — по всей видимости, происходит от искажённого малайского tanjung Salang, буквально ‘мыс Саланг’) — одна из южных провинций (чангва́т) Королевства Таиланд. Состоит из одноимённого острова и прилегающих к нему более мелких. С ней (по часовой стрелке, начиная с севера) соседствуют провинции Пхангнга и Краби́.
Пхукет расположен у западного побережья Таиланда, в Андаманском море Индийского океана. Одноимённый город выступает административным центром провинции, население которой по состоянию на конец 2012 года — 390 905 человек. Остров соединён с материком мостами через пролив Пак Пра (двумя автомобильными и одним пешеходным), с востока на запад пролив сужается с 5 километров до 600 метров в ширину.
Пхукет лидирует в списке крупнейших островов Таиланда. Ранее процветание Пхукета, имеющего богатую и яркую историю, зиждилось на добыче олова и каучука. И поскольку он находился на одном из основных торговых путей между Индией и Китаем, то постоянно упоминался в корабельных журналах португальских, французских, голландских и английских купцов. Сегодня провинция основную часть своих доходов получает благодаря огромной туристической популярности острова как морского курорта.

## Этимология, написание и произношение названия
По всей видимости, название острова Пхукет происходит от малайского слова [bukit] (яв. بوكيت «холм»). Именно так на достаточном удалении остров выглядит со стороны океана. Альтернативный вариант, который предпочитают обсуждать в Таиланде, предполагает происхождение имени от двух тайских слов: [пху] тайск. ภู «гора» + [кет] (เก็จ) «витражное/цветное стекло». Сторонники этой теории утверждают, что именно в таком написании оно упоминается в тайских хрониках уже в 1025 году. Впрочем, ни у кого не вызывает сомнения, что название как-то связано с высочайшей вершиной Пхукета, горой Ма́йтхау-Сипсо́нг (тайск. ไม้เท้าสิบสอง), дословно — «Двенадцать тростинок», тёмно-зелёная вершина которой, чётко выделявшаяся на фоне голубого неба, могла служить мореходам важным ориентиром.
Согласно действующим правилам тайско-русской практической транскрипции, название провинции, её столицы, острова и одноимённой горной гряды по-русски записывается как «Пхуке́т».
Нужно иметь в виду, что в тайском языке придыхательные согласные выделяются особо. Буква «h» в Королевской тайской общей системе транскрипции (англ. Royal Thai General System of Transcription, RTGS) используется для обозначения придыхания.
Так как в русском языке придыхательные согласные не выделяются, реальное тайское произношение этого названия фонетически гораздо ближе к русскому «Пукет», и подобный вариант приводится в качестве альтернативы в «Словаре собственных имён русского языка».
Иногда также встречается вариант записи названия «Бхукет», основанный на том, что первая буква названия, ภ, используется традиционно в тайской письменности в передаче заимствованных из санскрита и пали слов и названий взамен согласной भ (читаемой как [bʱ] и записываемой в транскрипции на русский язык как «бх»). Этот вариант написания ближе всего к малайскому [bukit].

## История
В средние века у европейцев остров был широко известен как Джанк Сейлон или Чанк Силон (от искажённого малайского  Tanjung Salang, мыс Саланг). Это название в различных вариациях встречается на старинных картах. Своими корнями оно, весьма вероятно, восходит к книге «Руководство по географии» Клавдия Птолемея, созданной александрийским учёным во втором веке нашей эры. Попавший в 1400 году в Италию из Константинополя, её перевод на латынь стал настоящим откровением для европейцев. В частности, они узнали, что античные мореходы, совершая путешествие из Суваннапху́м (тайск. สุวรรณภูมิ — ‘Золотая земля’) на Малайском полуострове, должны были миновать мыс Чанк Силон (тайск. จังซีลอน).
Пхукет исторически был «придорожной станцией» на пути между Индией и Китаем, где мореходы делали остановку. Первоначально остров был частью империи Дваравати, упрочившейся на Малаккском полуострове в начале первого тысячелетия. Позже, уже как Мы́анг Таку́апа-Тала́нг (тайск. เมืองตะกั่วป่าถลาง), в дословном переводе ‘Тала́нг, страна олова’, он входил в состав империи Шривиджайя и царства Накхонситхаммарат. Название Тала́нг (тайск. ถลาง) происходит от древнего малайского Telong (яв. تلوڠ), что означает ‘мыс’. Район (ампхе) в северной части острова, где прежде располагалась его столица, до сих пор носит это имя.
Находясь в вассальной зависимости от царства Накхонситхаммарат, которое, в свою очередь, являлось вассалом Аютии, Пхукет был столицей княжества, в состав которого входило двенадцать городов. Он имел собственный герб, изображавший собаку, сохранявший известность на протяжении большей части средневековья. В период царства Сукхотхаи Пхукет находился в союзе с княжеством Таку́апа, районом нынешней провинции Пхангнга́, также обладавшим огромными запасами олова.

Французский посол шевалье де Шомон на аудиенции у короля Аютии Нарая

Голландцы основали здесь торговый пост в период Аютии, во второй половине XVI века. Северные и центральные области Пхукета находились под властью тайского короля, а южные и западные были переданы в иностранную концессию, созданную для добычи олова. С начала XVII века, помимо португальцев и голландцев, англичане, а затем, в 1680-х годах, и французы развернули соперничество за возможность ведения торговли оловом с Пхукетом.

Уже в сентябре 1680 года один из кораблей Французской Ост-Индской компании прибыл на остров и отплыл отсюда с полными трюмами олова. А спустя год или два король Нарай (1656—1688), стремясь уменьшить всё нараставшее влияние голландцев и англичан, назначил губернатором острова члена Парижского общества заграничных миссий в Сиаме брата Рене Шарбонно (René Charbonneau), который оставался на этой должности вплоть до 1685 года. В том же году король Нарай подтвердил монополию Франции на Пхукете через посла короля Людовика XIV (1643—1715) шевалье де Шомона (Chevalier de Chaumont). Бывший дворецкий Шомона, Сьёр де Бийи (Sieur de Billy) получил назначение на должность нового губернатора острова. Однако вскоре французы были изгнаны из Аютии в результате сиамской революции 1688-го года, а король Нарай был убит. В апреле 1689 года генерал Маршал Десфарж (Marshal Desfarges) вновь захватил остров в попытке восстановления французского влияния на Пхукете. И хотя эта операция оказалась удачной, вскоре он был вынужден вернуться в Пудучерри в январе-феврале 1690 года, поскольку при французском дворе его миссия подверглась резкой критике и в целом была признана провальной.

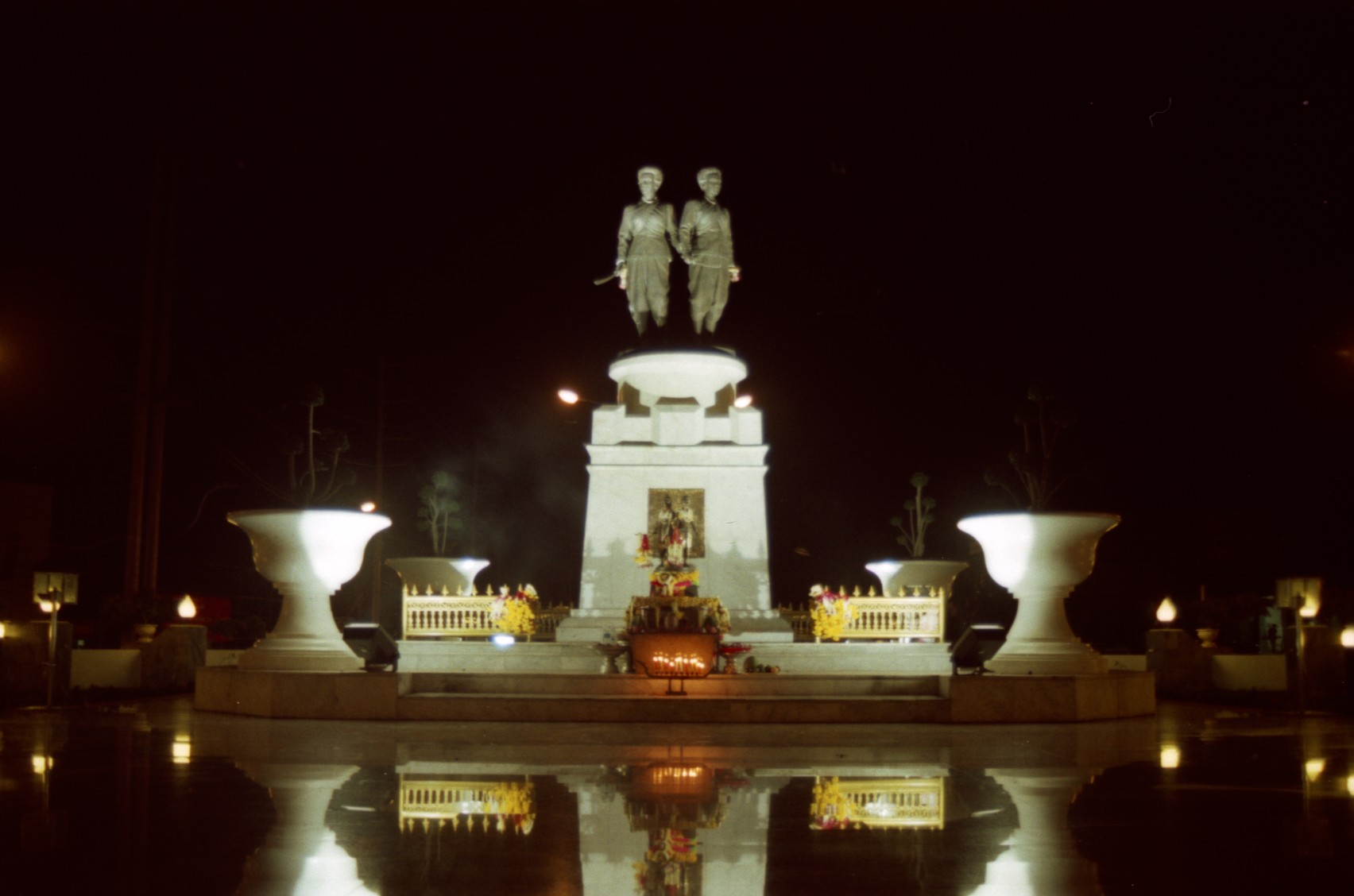
Памятник Тхау Тхеп Красаттри и Тхау Си Сунтхон

Этот бурный период в истории острова сменило длительное затишье, нарушившееся спустя почти столетие вместе с нападением в 1785 году на Пхукет бирманских войск. После падения Аюттхаи в результате бирманского вторжения в 1767 году наступило междуцарствие, которому положил конец король Таксин (1768—1782), изгнавший захватчиков и вновь объединивший страну. Бирманцы, тем не менее, жаждали немедленного реванша и готовились напасть на самые незащищённые провинции королевства. Они снарядили флот для набега на южные провинции и пленения населения в бирманское рабство. Это повлекло за собой самые памятные события в истории Пхукета. Пересекавший Андаманское море капитан Британской Ост-Индской компании Фрэнсис Лайт послал сообщение о том, что бирманцы находятся на пути к своей цели. Войска, собранные под командование двух героинь, Тханпхуйи́нг Чан (тайск. ท่านผู้หญิงจัน), вдовы губернатора острова Пхуке́т, и её сестры Кхун Мук (тайск. คุณมุก), после месячной осады 13 марта 1785 года вынудили бирманцев отойти. Благодаря организованному ими героическому сопротивлению, Тханпхуйи́нг Чан и её сестра покрыли свои имена вечной славой. В знак глубокой признательности, король Рама I (1782—1810) милостиво даровал Тханпхуйи́нг Чан почётный титул Тха́у Тхеп Красаттри́ (тайск. ท้าวเทพกระษัตรี), как правило, жалуемый только членам королевской семьи, с которым она известна сегодня. Её сестра приобрела титул Тха́у Си Сунтхо́н (тайск. ท้าวศรีสุนทร).
В девятнадцатом веке китайские иммигранты начали прибывать для работы на оловянных рудниках в таком количестве, что этнический состав населения острова сделался преимущественно китайским, лишь прибрежные деревни по-прежнему оставались заселёнными рыбаками-малайцами. В правление короля Рамы V (1868—1910) Пхукет играл роль административного центра нескольких оловодобывающих провинций и носил имя Монтхо́н Пхуке́т (тайск. มณฑลภูเก็ต), пока в 1933 году, вместе с изменением формы правления от абсолютной монархии к парламентарному строю, не получил статус отдельной провинции.

## География
Пхукет является самым большим островом Таиланда, расположенным в южной части королевства в Андаманском море Индийского океана. От перешейка Кра его отделяет пролив Пакпхра (тайск. ปากพระ), ширина которого в самом узком месте составляет около 410 метров. Остров вытянут с севера на юг почти на 50 километров при наибольшей ширине до 21 километра.
Основную территорию острова Пхукет занимают низкогорья высотой до 500 метров, окружённые на юге пологими равнинными участкам, а на севере и северо-востоке — литоралями с обширными мангровыми зарослями, составляющими основу уникальных экосистем. Холмы и горы острова представляют собой южную оконечность горной гряды Пукет, протянувшейся вдоль перешейка Кра более чем на 200 километров. В соответствии с новейшими исследованиями, в свою очередь она является продолжением значительно более обширной горной системы Тенассерим, формирующей основную часть Индо-Малайской горной системы, которая начинается в отрогах Тибета и пролегает через перешеек Кра вплоть до полуострова Малакка.
Около 70 % площади острова покрывают возвышенности. На оставшихся 30 %, в основном, в центре и на юге, лежат низменные равнины. Возвышенности разделяются на отдельные массивы глубокими, до половины их высоты, поперечными проходами. С западной стороны склоны являются обычно более крутыми. В северной части острова отдельные массивы имеют пологое понижение высот в западном направлении.
Как правило, в качестве высочайшей вершины Пхукета называют гору Ма́йтхау-Сипсо́нг, буквально, ‘Двенадцать тростинок’, по официальным данным, поднимающуюся над уровнем моря на 529 метров. Тем не менее, многими источниками это первенство оспаривается, и в качестве максимального значения высоты приводятся цифры от 482 до 515 метров над уровнем моря. Вероятнее всего, на это звание может претендовать гора Кху́анва (тайск. ควนหว้า), высота которой, предположительно, составляет 545 метров над уровнем моря. Её вершина находится в 1700 метрах к юго-западу от водопада Катху́ (тайск. กะทู้).
Равнинные территории острова заняты плотной городской застройкой и плантациями гевеи и кокосовых пальм, а в горных районах острова до сих пор распространены участки реликтовых тропических лесов, взятые под охрану государства. Здесь, например, расположен Центр охраны, развития и распространения живой природы Кхаупхратхэ́у (тайск. ขาพระแทว), под защитой которого находится 2333 гектара джунглей. Главными вершинами этого национального парка являются Кха́у-Пхратхи́у (тайск. เขาประทิว), высотой 384 метра, Кха́у-Бангпэ́ (тайск. เขาบางแป), высотой 397 метров, и Кха́у-Пхара́ (тайск. เขาประทิว), высотой 441 метр. Созданный в 1981 году на северо-западном побережье Пхукета национальный морской парк Си́ри-Нат (тайск. สิรินาถ) оберегает территорию площадью более 90 квадратных километров. Из них 68 квадратных километров (76 %) приходятся на морскую акваторию, а 22 квадратных километра (24 %) — на сухопутную часть парка. Пляжи, расположенные на территории национального морского парка Си́ри-Нат, и в частности, пляж Най-Янг (тайск. ในยาง), имеют огромное значение в качестве места гнездования морских черепах.
Прибрежные низменности северной и северо-восточной части острова плавно переходят в поверхности осушки, занятой манграми. Часто они бывают разделены довольно широкими приливно-отливными каналами, напоминающими небольшие эстуарии или затопленные долины.
Изрезанные бухтами берега западного и восточного побережий имеют иные морфологические черты. На побережье юго-восточной части острова на узких мысовых выступах, разделяющих открытые бухты, можно встретить узкие скальные бенчи, расположенные на уровне приливов. Их ширина не превышает 10 метров, но на самих мысах низкие и узкие скальные платформы могут выдаваться в море на десятки метров.
На западном побережье острова береговая линия представляет собой довольно правильное чередование широких и открытых бухт и мысовых выступов. Бухты могут внедряться в сушу на глубину до 5 километров, тогда как выступы имеют более скромные размеры, но часто продолжаются в море небольшими островами. Мысовые выступы и небольшие острова около них сложены кристаллическими породами. В глубине бухт располагаются довольно широкие песчаные пляжи, нередко ограниченные невысокими береговыми уступами. На берегах зачастую можно видеть либо скальные выступы с гладкими выпуклыми поверхностями, либо крупные округленные блоки, обособленные от скального массива. Эти микроформы рельефа с гладкими скальными поверхностями располагаются и выше береговой зоны, вплоть до склонов низкогорья на высотах 100 и более метров.
Среди девяти рек, таких как Кхлонг-Ба́нгъяй (тайск. คลองบางใหญ่), Клонг-Тха́чин (тайск. คลองท่าจิน), Кхлонг-Тхары́а (тайск. คลองท่าเรือ) и Кхлонг-Ба́нгрон (тайск. คลองบางโรง), нет ни одной сколь-нибудь значительной.

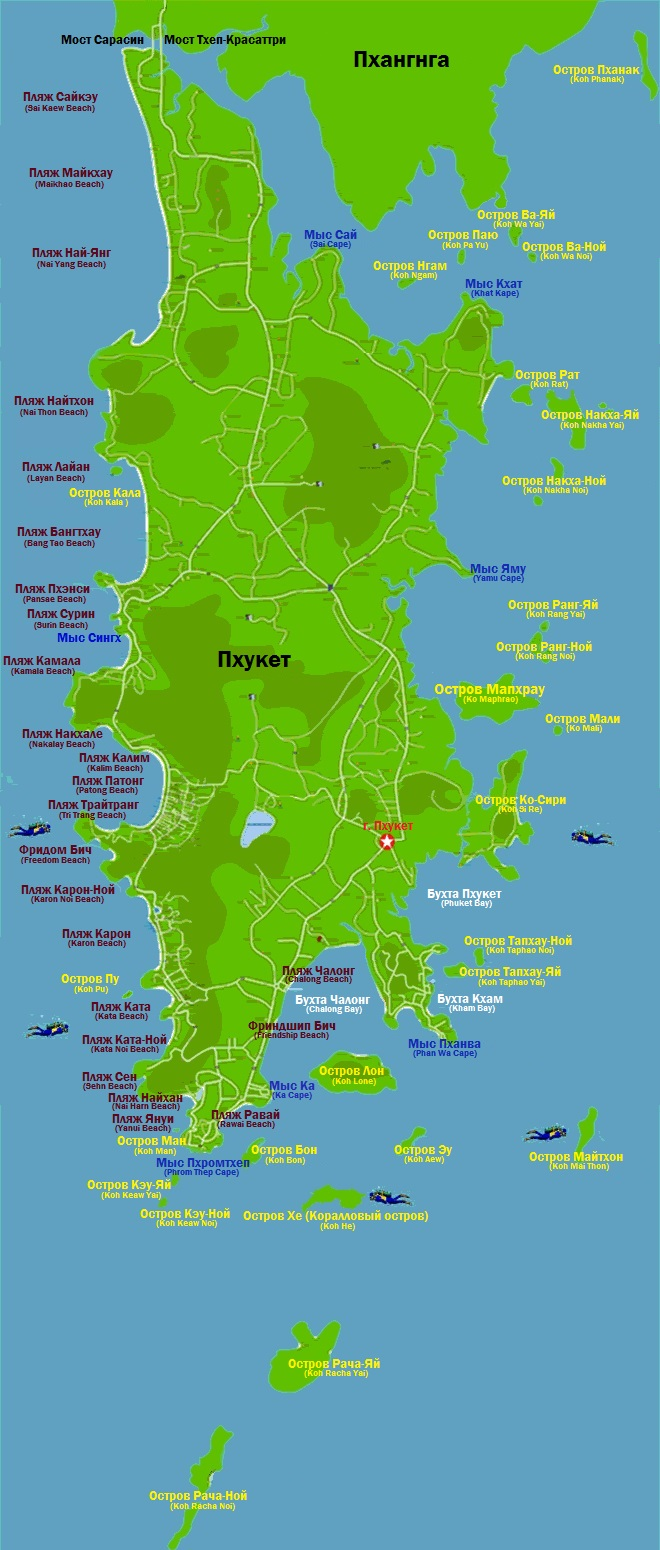
Карта пляжей и островов Пхукета

### Острова провинции Пхукет
В состав провинции входит остров Пхукет и окружающие его 32 небольших острова. Острова, расположенные в западной части залива, сложены кристаллическими породами гранитного состава, а острова, расположенные в глубине залива, — известняками. Это обстоятельство обусловливает широкое распространение наружного тропического карста, порою формирующего фантастические пейзажи.
Провинция Пхукет, отстоящая на 863 километра к югу от Бангкока, занимает территорию площадью примерно 576 км², при этом площадь острова Пхукет составляет около 543 км². В числе других, наиболее крупных, можно назвать остров Сире́ (тайск. เกาะสิเหร่), площадью 8,8 км², остров Лон (тайск. เกาะโหลน), площадью 4,77 км², острова Рача-Ной (тайск. เกาะราชาน้อย) и Рача-Яй (тайск. เกาะราชาใหญ่), площадью, соответственно, 3,06 км² и 4,5 км², Мапхра́у (тайск. เกาะมะพร้าว), площадью 3,7 км², и Накха́-Яй (тайск. เกาะนาคาใหญ่), площадью 2,08 км².
Большинство из этих островов является обитаемыми, главным образом, по причине регулярного посещения их отдыхающими, которые служат главным источником заработков местного населения. На них есть гостиницы, как правило, обеспечивающие основные удобства, а также начинается развитие туристической инфраструктуры. Сире́, например, считается не только вторым по площади, но и наиболее населённым островом провинции, вслед за Пхукетом.
К северо-западу от Пхукета расположены Симиланские острова, к юго-востоку — архипелаг Пхи-Пхи (тайск. พีพี), а у южного побережья есть несколько островов кораллового происхождения. К близлежащим островам, включая острова Пхи-Пхи и Тапу́ (тайск. เกาะตะปู), который известен ещё как «Остров Джеймса Бонда», с Пхукета организовываются однодневные поездки. Экскурсии на острова Симиланского архипелага занимают от одного до несколько дней и, как правило, возможны в составе групп аквалангистов.

### Пляжи острова Пхукет
Пхукет приобрёл невероятную популярность и известность как морской курорт мирового значения прежде всего благодаря своим великолепным пляжам, достаточно широким, протяжённым и покрытым очень мелким белым песком. Большая часть пляжей расположена на западном, юго-западном и южном побережье острова.
Одним из самых популярных туристических районов является пляж Пато́нг (หาดป่าตอง), название которого переводится с тайского языка как ‘банановый лес’. Главные торговые центры, модные магазины и рестораны, развлекательные центры, увеселительные заведения и ночные клубы Пхукета расположены именно здесь. Район продолжает стремительно развиваться. В результате большинство гостиниц расположено в глубине острова, иногда на расстоянии нескольких километров от побережья, а в период высокого и пикового туристических сезонов пляж бывает переполнен отдыхающими.
Другие, почти столь же посещаемые пляжи, расположены к югу от Патонга. В их числе — Каро́н (หาดกะรน), Ката́ (หาดกะตะ), Ката́-Ной (หาดกะตะน้อย), а далее на юг — пляж Найха́н (หาดไนหาน).
К северу от Патонга расположены пляжи Ка́мала (หาดกมลา), Сури́н (หาดสุรินทร์), Бангтха́у (หาดบางเทา), Най-Янг (тайск. ในยาง) и некоторые другие. Как правило, они менее застроены, менее шумны и многолюдны, чем Патонг. Им отдают предпочтение семьи с детьми, путешественники старшего возраста и люди, стремящиеся к более спокойному и размеренному отдыху. Некоторые из пляжей северной части Пхукета, в частности, пляж Най-Янг, расположены на территории национального морского парка Си́ри-Нат.

## Климат
Климат Пхукета, несмотря на то, что остров находится в экваториальных широтах — носит субэкваториальный характер, то есть, имеется чёткое разделение года на два сезона: сухой и влажный. Данный факт обусловлен тропическими муссонами, в которых летом преобладает экваториальный (направление ветра), а зимой тропический воздух. Сухой сезон приходится на период с ноября по апрель, а влажный длится с мая по октябрь.
Средняя температура воздуха в течение года — около +30 °C, воды — +26—28 °C.
В период муссонов характерны продолжительные осадки высокой и средней интенсивности. Преобладает сплошная облачность. Минимальная продолжительность солнечного сияния приходится на июль и сентябрь. В это время нередки дни, когда дождь может не прекращаться большую часть дня.
В сухой период вероятность дождей крайне низка, но они не исключены. В это время осадки можно характеризовать как непродолжительные ливневые. Преимущественно преобладают в утренние часы. Очень короткие (от нескольких минут до получаса), мощные дожди сменяются ярким солнцем. Облачность слабая или отсутствует.
С июня по август на большинстве пляжей западного и юго-западного побережий Пхукета возникают сильные подводные течения, что делает их крайне небезопасными для купания и занятий подводным плаванием. Наличие красного флага на пляже означает, что купание связано с риском для жизни, поэтому в качестве альтернативы благоразумнее воспользоваться бассейном на территории гостиницы.
| Показатель                                      | Янв. | Фев. | Март | Апр.  | Май   | Июнь  | Июль  | Авг.  | Сен.  | Окт.  | Нояб. | Дек. | Год    |
| ----------------------------------------------- | ---- | ---- | ---- | ----- | ----- | ----- | ----- | ----- | ----- | ----- | ----- | ---- | ------ |
| Абсолютный максимум, °C                         | 35,5 | 36,2 | 37,5 | 36,8  | 36,0  | 35,0  | 34,0  | 34,5  | 33,3  | 33,9  | 33,4  | 33,5 | 37,5   |
| Средний суточный максимум, °C                   | 31,8 | 32,9 | 33,5 | 33,4  | 32,0  | 31,6  | 31,2  | 31,2  | 30,7  | 30,9  | 31,0  | 31,2 | 31,8   |
| Средняя температура, °C                         | 27,9 | 28,7 | 29,3 | 29,5  | 28,4  | 28,3  | 27,8  | 27,9  | 27,3  | 27,4  | 27,5  | 27,6 | 28,1   |
| Средний суточный минимум, °C                    | 23,3 | 23,7 | 24,3 | 24,8  | 24,5  | 24,5  | 24,2  | 24,4  | 23,9  | 23,8  | 23,8  | 23,7 | 24,1   |
| Абсолютный минимум, °C                          | 17,8 | 17,1 | 18,5 | 21,1  | 20,7  | 20,5  | 21,0  | 20,7  | 21,2  | 21,0  | 19,8  | 17,2 | 17,1   |
| Норма осадков, мм                               | 29,8 | 20,9 | 49,1 | 121,9 | 319,4 | 268,9 | 290,5 | 272,6 | 399,0 | 309,6 | 175,7 | 59,4 | 2316,8 |
| Источник: Тайский метеорологический департамент |      |      |      |       |       |       |       |       |       |       |       |      |        |

## Административное деление

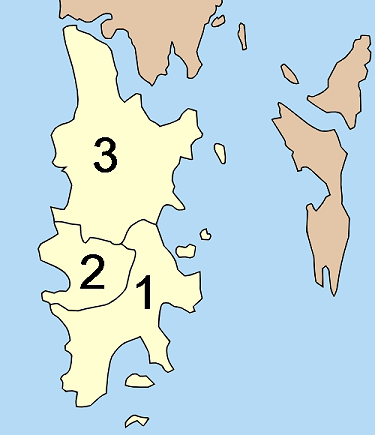
Административное деление провинция Пхукет

В состав провинции Пхукет входят три района (ампхе), в свою очередь, подразделяющихся на 17 сельских поселений (тамбонов), объединяющих 103 деревни (мубанов):
| № п.п. | Название района (ампхе)                                                 | Площадь, км² | Население, чел. |
| ------ | ----------------------------------------------------------------------- | ------------ | --------------- |
| 1      | Столичный ампхе Пхуке́т (тайск. อำเภอเมืองภูเก็ต; англ. Muang Amhoe Phuket) | 224,0        | 208 544         |
| 2      | Катху́ (тайск. ออำเภอกะทู้; англ. Amhoe Kathu)                             | 67,09        | 46 739          |
| 3      | Тала́нг (тайск. อำเภอถลาง; англ. Amhoe Thalang)                          | 252,0        | 80 630          |

Территория провинции поделена на девять муниципальных районов, называемых в Таиланде тхе́сабан (тайск. เทศบาล). Столица провинции Пхукет имеет статус тхе́сабан накхо́н (тайск. เทศบาลนคร), то есть столичного муниципалитета. Главный туристический центр Пхукета, город Пато́нг (тайск. ป่าตอง), как и город Катху́ (тайск. กะทู้), обладают статусом тхе́сабан мы́анг (тайск. เทศบาลเมือง), или городских муниципалитетов, поскольку в каждом из них проживает более 50 000 жителей.
Остальные шесть муниципалитетов соответствуют статусу районных, иначе — тхе́сабан тамбо́н (тайск. เทศบาลตำบล), а именно: Каро́н (тайск. กะรน), Тхеп-Красаттри́ (тайск. เทพกระษัตรี), Ченгтхале́ (тайск. เชิงทะเล), Расада́ (тайск. รัษฎา), Ра́вай (тайск. ราไวย์) и Вичи́т (тайск. วิชิต).
Те районы Пхукета, которые не имеют муниципальных статусов, управляются девятью административными организациями тамбонов.

## Органы власти

### Провинциальная администрация
Провинциальная администрация Пхукета — местное самоуправление Пхукета.

### Офис местной администрации Министерства внутренних дел
Офис местной администрации Министерства внутренних дел — представительство центрального правительства. Он возглавляется губернатором Пхукета, с 2018 года эту должность занимает Пхакапхонг Тавипатан.

### Муниципалитет города Пхукет
На этом же уровне власти находится и Муниципалитет города Пхукет, сфера влияния которого ограничена территорией города.

## Экономика

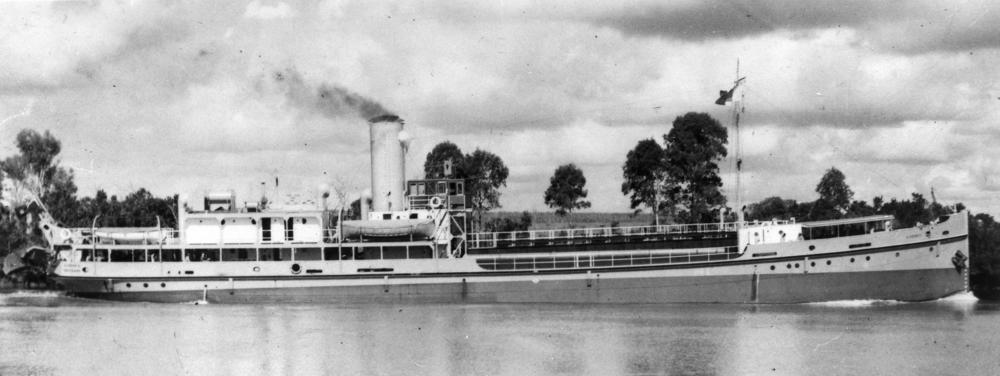
Паровая драга «Эчинис» (Echeneis), 1953 г. Подобные суда вели добычу руды в прибрежных водах Пхукета в начале прошлого века

Начиная с XVI века основой экономики острова стала добыча олова, где преимущественно были заняты китайские иммигранты. Отрасль оказала колоссальное влияние на все сферы жизни Пхукета, даже на формирование его нынешнего рельефа и очертаний побережья. На суше разработка месторождений велась открытым способом, в результате чего пейзаж был буквально усеян сотнями отвалов, а в прибрежных водах, начиная с 1907 года, использовались драги, что привело к резкому углублению дна и изменению береговой линии. С появлением нержавеющих сталей олово стало утрачивать, а с открытием синтетических материалов и вовсе потеряло своё значение как материала, используемого для предотвращения коррозии металлов. К тому же, запасы руды на острове были почти полностью истощены. В результате, разработка стала нерентабельной и последняя шахта на Пхукете была закрыта в 1992 году.

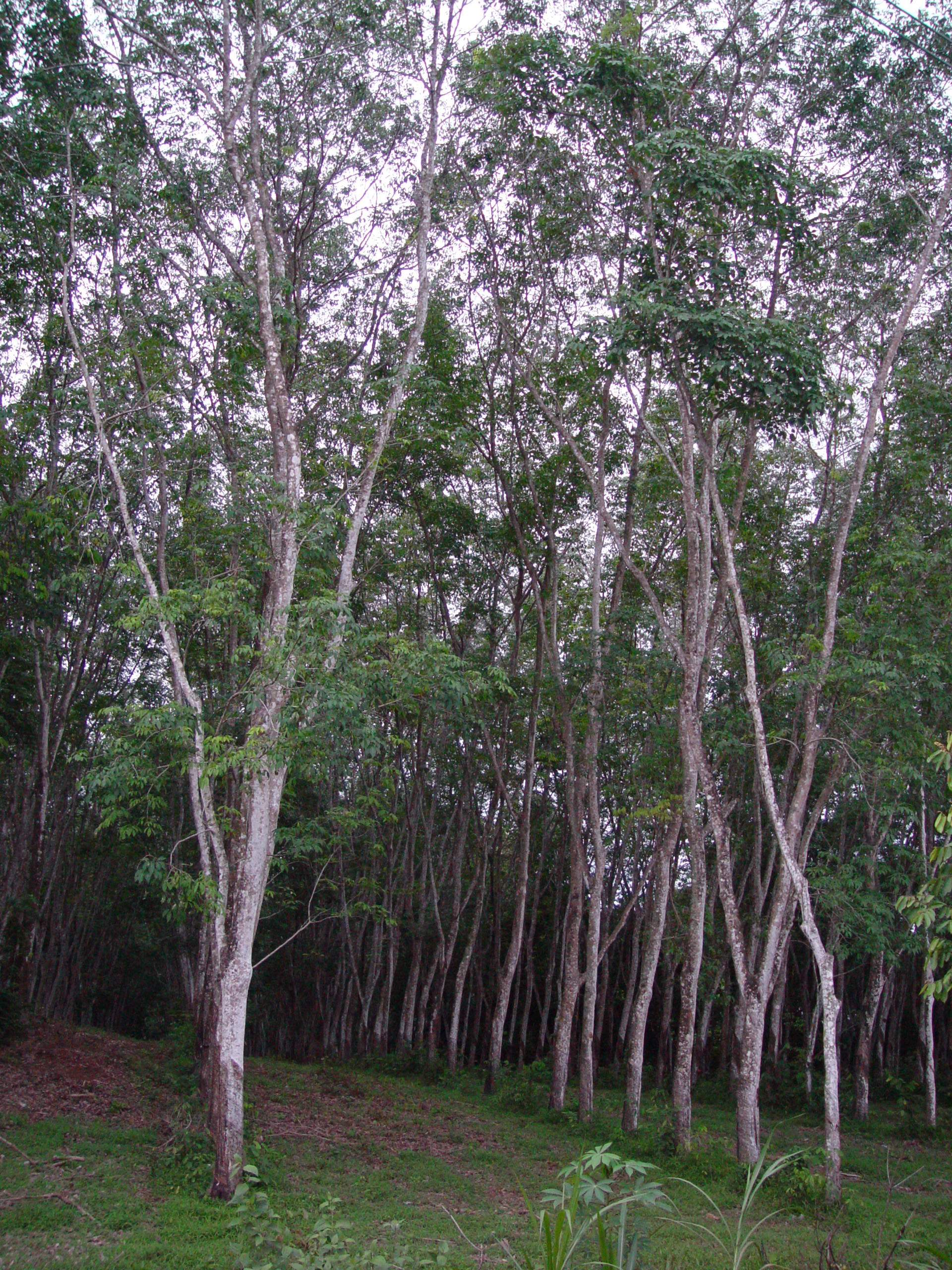
Плантация бразильской гевеи на острове Пхукет

В 1903 году, с появлением первых плантаций гевеи бразильской (Hevea brasiliensis), экономика острова получила новый толчок в своём развитии. Сегодня под них отведено более 30 % территории Пхукета, а Таиланд, по состоянию на 2010 год, вышел на первое место в мире по производству натурального каучука. Возделывание обширных плантаций вызвало новую волну иммиграции, которая призвана была восполнить огромную потребность в трудовых ресурсах. Большинство работников этой сферы сегодня составляют мусульмане-малайцы.
Сегодня благосостояние Пхукета основывается на двух столпах — производстве каучука и туризме. По данным на 2011 год, остров посетило 5 895 997 иностранных и 2 375 725 тайских туристов. В сравнении с 2010 годом туристический поток при этом увеличился на 78,16 %. Существенную роль в этом играют российские туристы, число которых в Таиланде с 2009 года ежегодно увеличивается в среднем на 35—40 %.
Начавшееся в середине 1970-х годов с великолепных песчаных пляжей западного побережья, развитие туристической индустрии привело к формированию таких крупных курортных зон, как Пато́нг (тайск. ป่าตอง), Каро́н (тайск. หาดกะรน) и Ката́ (тайск. หาดกะตะ). К 2004 году здесь действовало 579 гостиниц разного класса, число которых сократилось после разрушительного цунами 26 декабря 2004 года до 528. По планам Министерство туризма и спорта Таиланда (กระทรวงการท่องเที่ยวและกีฬา), в период 2006—2015 годов ежегодный рост гостиничного фонда в среднем прогнозировался на уровне 4 %. К марту 2011 года количество номеров достигло 42 498 и должно было увеличиться к 2015 году ещё на 5080 единиц.
В 2013 году Таиланд был назван журналом «Форбс» (Forbes) в числе десяти лучших стран для проживания на пенсии. По некоторым оценкам, сегодня до 30 000 иностранцев постоянно живут на Пхукете.

## Туризм

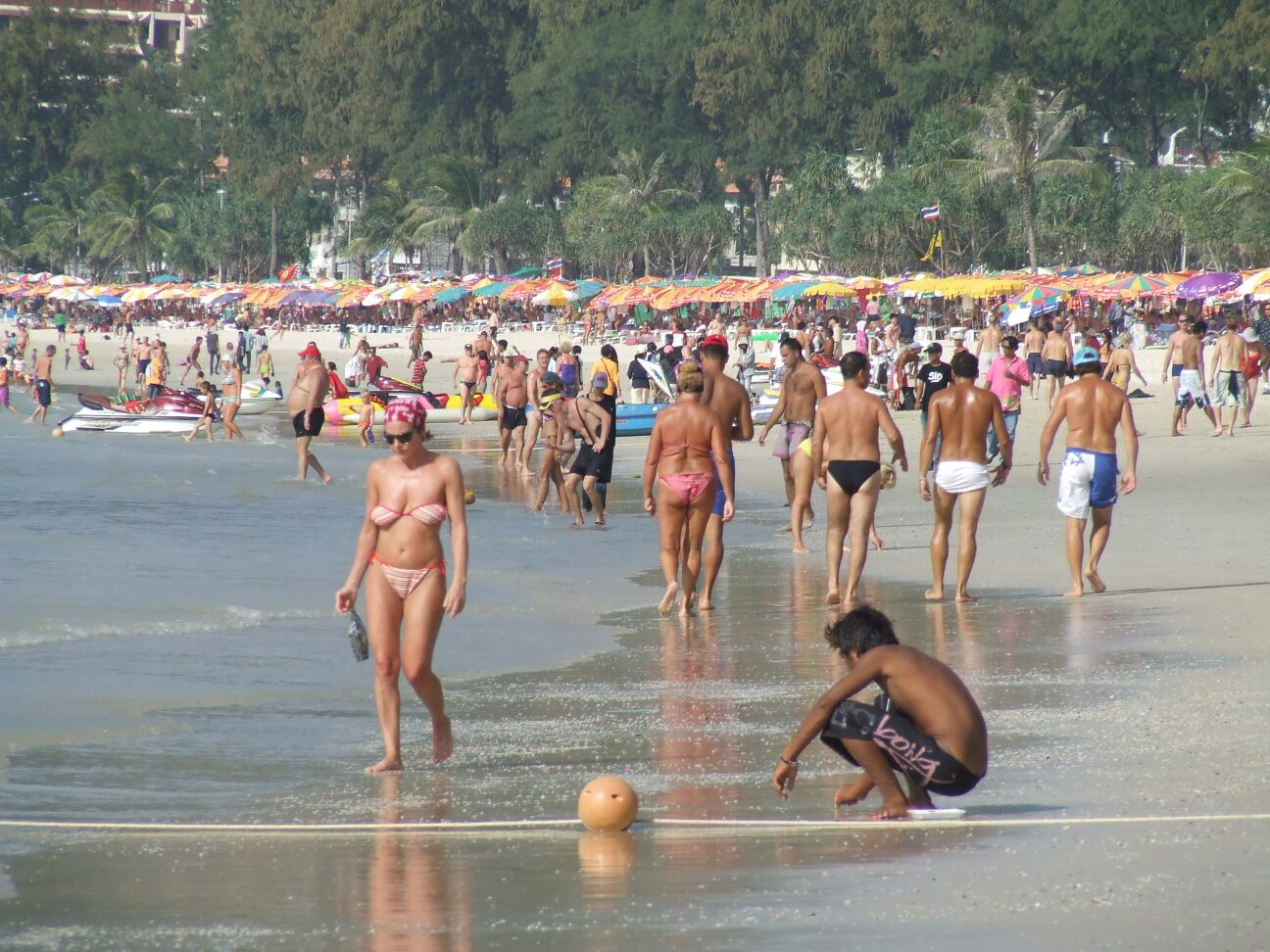
Пляж Патонг на Пхукете

До начала периода затяжной рецессии в металлургической промышленности в 1972 году туризм не имел для экономики острова никакого значения. И, несмотря на то, что до недавнего времени Пхукет вносил в общегосударственную копилку гораздо больше, чем многие другие провинции, он оставался для всего мира своего рода «Неизвестной Южной землёй». Дорог с твёрдым покрытием на юге Таиланда почти не было, а грунтовые дороги в период дождей попросту делались непроходимыми; нередки были случаи нападения грабителей. Единственным относительно надёжным средством сообщения оставался морской транспорт.
В середине 1960-х годов, благодаря реализации основной программы дорожного строительства и открытию 7 июля 1967 года моста Сара́син (สะพานสารสิน), началось регулярное сухопутное сообщение с островом. Конец 1960-х и начало 1970-х годов были отмечены строительством целого ряда гостиниц, ставших пионерами в развитии туризма в этом регионе. В 1973 году Туристическое управление Таиланда принялось за разработку генерального плана развития туризма на Пхукете, который, в конечном итоге, завершился открытием местного отделения этой организации в 1977 году. Уже к середине 1970-х годов журнал «Ньюсуик» (Newsweek) перечислял Пхукет в числе мест, где путешественники смогут найти «что-то неизведанное и особенное».
Сегодня благосостояние Пхукета основывается на двух столпах — производстве каучука и туризме. По итогам 2011 года, остров посетило 5 895 997 иностранных и 2 375 725 тайских туристов. Притом, в сравнении с 2010 годом, туристический поток увеличился на 78,16 %.
Рост популярности острова как места отдыха вынудил в 2012 году компанию ООО «Аэропорты Таиланда» (Airport of Thailand Public Co.,Ltd.) вложить в расширение международного аэропорта Пхукета 185,7 миллиона долларов США. В 2015 году, по окончании реконструкции, обслуживаемый ежегодный пассажиропоток должен был возрасти с 6,5 до 12,5 миллионов человек. Ныне Пхукет переживает период интенсивной урбанизации. Здесь продолжают активно строиться гостиницы. Тем не менее, ощущается дефицит гостиничных мест. Особенно востребованными остаются гостиницы и гостиничные курорты высшего уровня (4 и 5 звёзд), о чём говорят результаты исследования предпочтений иностранных туристов, проведённого Министерством туризма и спорта Таиланда в 2011 году.
Помимо пляжного отдыха, туристов привлекают на остров культурные и исторические достопримечательности, возможность совершения недорогих покупок, богатый подводный мир Андаманского моря, поля для гольфа мирового уровня, а также находящийся под официальным запретом секс-туризм.
На острове есть несколько музеев:
- Национальный музей Таланга
- музей Тай Хуа
- музей горного дела
- музей морских раковин

Практически одновременно, вслед за Паттайей, где в 1975 году начал свою работу первый в Таиланде профессиональный центр подводного плавания с аквалангом, на Пхукете появились любители этого вида спорта. Остров стал базой для экспедиций на Симиланские острова, вошедшие в рейтинги лучших мест погружений в мире по версиям многих авторитетных изданий, а также другие острова Андаманского моря. Точная статистика посещений Пхукета любителями подводного плавания с аквалангом отсутствует, но по некоторым данным, Таиланд ежегодно посещает более полутора миллионов аквалангистов. Для сравнения, остров Тау (เกาะเต่า) каждый год принимает до 300 000 аквалангистов.

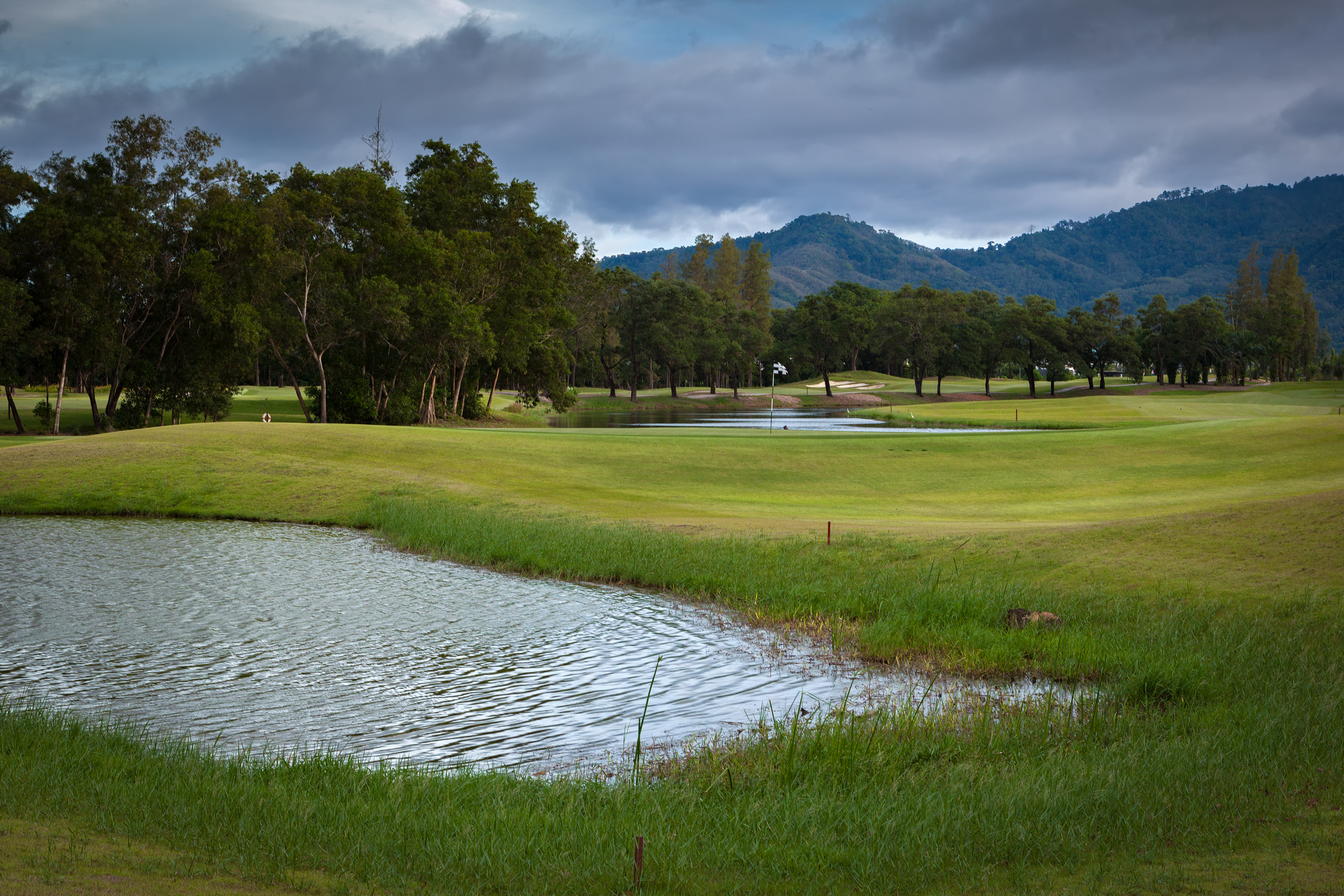
Один из гольф-клубов Пхукета

В 1989 году по проекту тайского гольф-архитектора Сукитти́ Клангвиса́я (สุกิตติ กลางวิสัย; Sukitti Klangvisai) на Пхукете сооружено первое гольф-поле «Пхукет Кантри Клаб» (Phuket Country Club). Территория подверглась полной рекультивации, карьеры были превращены в озёра, а отвалы — в зелёные холмы. Ужасающий антропогенный пейзаж, сформировавшийся вследствие добычи оловянной руды и столетиями обезображивавший остров, обратился в его уникальное и неоспоримое достоинство. Успех этого проекта вызвал стремительный рост числа гольф-полей на Пхукете, многие из которых соответствуют высшим мировым стандартам и становятся хозяевами престижных мировых турниров. Сегодня гольф ежегодно привлекает на Пхукет сотни тысяч игроков. По оценкам некоторых экспертов, в 2013 году королевство посетили 850 000 гольфистов, которые принесли стране доход примерно в 3,7 миллиарда долларов.

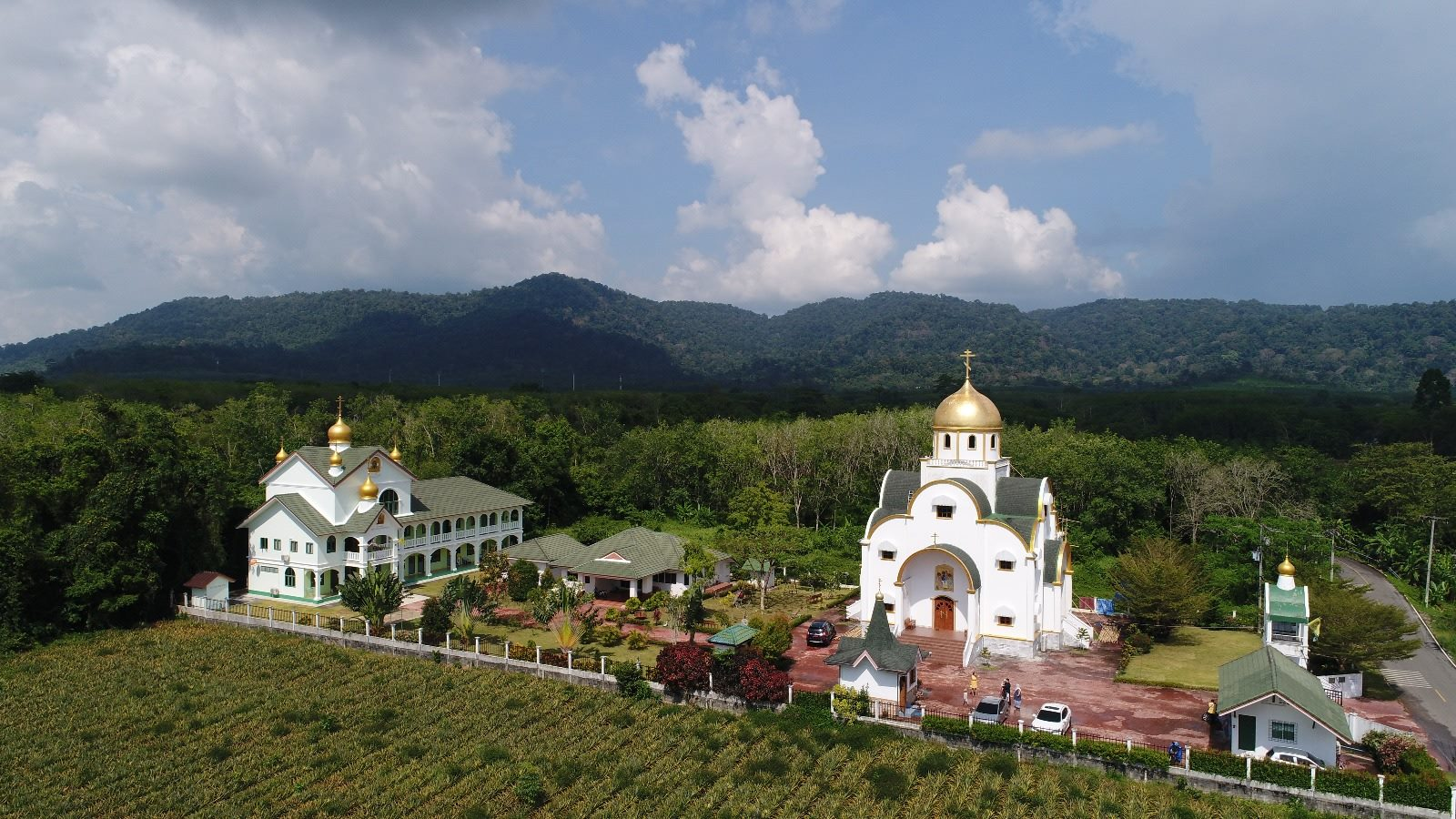
Православная Троицкая церковь

В 2008 году на Пхукете был зарегистрирован православный приход, а в 2011 году построена православная церковь в честь Святой Троицы, близ которой разместилось здание первого в стране православного духовного училища.

## Население
По состоянию на 31 декабря 2012 года в провинции Пхукет проживало 390 905 человек. Эти данные учитывают только официально зарегистрированных лиц, постоянно проживающих в провинции. Однако на время высокого и пикового сезона, в период с ноября по апрель, население провинции существенно увеличивается за счёт сезонных рабочих, приезжающей на заработки как из других провинций Таиланда, так и из соседних стран. Считается, что около 20 % жителей Пхукета являются иностранцами, поэтому необходимо добавить к расчётам от 35 000 до 50 000 туристов, ежемесячно посещающих остров, постоянно проживающих здесь предпринимателей, пенсионеров, а также владельцев недвижимости, остающихся на острове большую часть года. Таким образом, фактическое население провинции может значительно превышать официальные данные.
Как и количественный, этнический состав населения провинции неоднороден и непостоянен. Тем не менее, можно выделить несколько основных групп, в числе которых тайцы, китайцы, малайцы, урак-лавой, бирманцы, лао, кхмеры, европейцы и американцы.
Первыми поселенцами на острове, вероятнее всего, были представители народности урак-лавой, или чхау-ле (тайск. ชาวเล), иначе — «морские цыгане», как называют их в Таиланде. Они традиционно вели кочевой образ жизни, путешествуя от острова к острову и занимаясь рыбным промыслом и добычей других природных ресурсов в восточной части Индийского океана. В период с мая по ноябрь, в сезон муссонов, чхау-ле избегали нахождения в море и строили временные жилища в одной из выбранных бухт. Как только ресурсы оказывались исчерпанными, группа, как правило, насчитывавшая несколько больших семейств, покидала деревню и перемещалась в другое место, давая природе возможность отдохнуть и восстановиться. Традиционными верованиями «морских цыган», очень тесно связанными с природными стихиями, являются различные формы анимизма. У чхау-ле существует множество подгрупп, но все они с достоинством подчёркивают своё этническое происхождение, и, несмотря на очень значительное тайское культурное влияние, продолжают придерживаться своих традиций, обычаев, верований и языка.

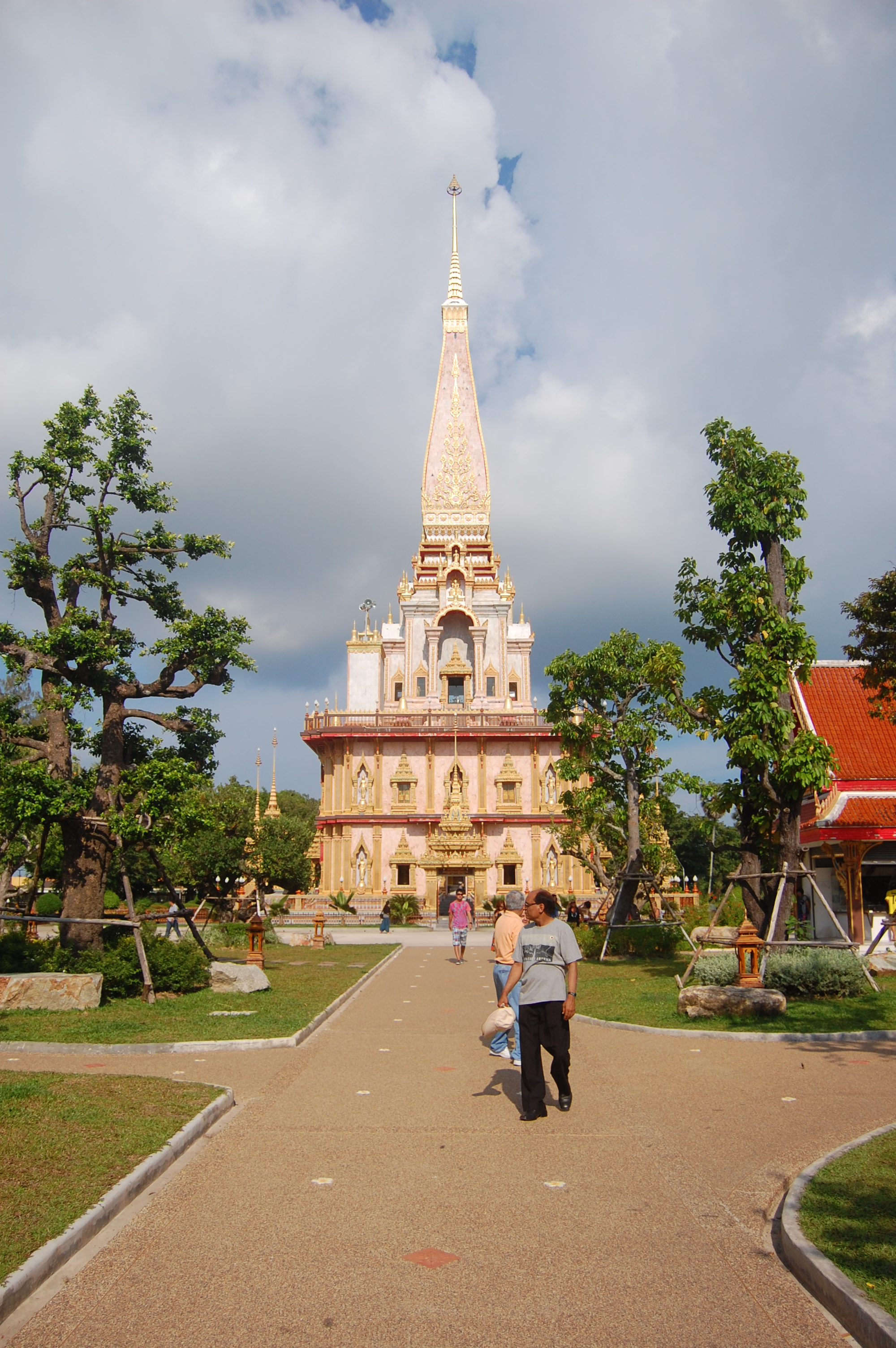
Наиболее почитаемым из трёх десятков буддистских храмов острова Пхуке́т является Ват-Чало́нг

Тайцы являются наиболее многочисленной этнической группой провинции, постепенно заселявшей Пхукет и близлежащие острова начиная с XVI века. Однако этот процесс стал особенно заметен в конце прошлого века, вместе с началом экономического расцвета провинции. Подавляющее большинство тайцев, до 94,6 %, исповедует буддизм тхеравады.
Вторая по численности этническая группа, сегодня составляющая почти 35 % населения провинции, — китайцы. Её большинство составляют потомки выходцев из китайской провинции Фуцзянь, перебравшихся на Пхукет в середине XVIII века для работы на оловянных рудниках. Постепенно, ассимилировавшись тайской культуре и занявшись коммерцией, из разряда дешёвой рабочей силы они сформировали основу сословия негоциантов и сегодня контролируют подавляющую часть розничной и оптовой торговли. Многие из прежних владельцев шахт ныне имеют процветающий туристический бизнес, управляют гостиничными сетями, гольф-клубами и обширными девелоперскими проектами.
Малайцы, австронезийский мусульманский народ, также составляют значительную часть населения Пхукета. Будучи выходцами из Индонезии и Малайзии, они принесли с собой специфическую культуру, преобладание которой особенно заметно на юге Таиланда, в том числе на Пхукете, в районах их компактного проживания. Деревни малайцев расположены вокруг пляжа Сури́н, в тамбоне Koкэ́у (тайск. เกาะแก้ว) и в некоторых других частях провинции. Их основным занятием на Пхукете является рисоводство и возделывание плантаций гевеи.
По некоторым оценкам, на Пхукете могут постоянно проживать примерно 30 000 иностранцев из разных стран мира. Особенно много здесь европейцев: англичан, французов, русских, немцев, итальянцев, шведов и т. д. Но достаточно насчитывается также жителей США, Австралии и других государств. Чаще всего они проживают на законных основаниях, по 30- или 90-дневным туристическим визам, совершая периодические выезды в соседние государства, и остаются в королевстве в продолжение зимних месяцев.
С начала 1990-х годов в Таиланде работает много иностранцев из стран Юго-Восточной Азии — Мьянмы, Лаоса, Камбоджи и, в меньшей степени, Вьетнама. Большинство из них занято на низкооплачиваемых подсобных работах, в строительстве, рыбной промышленности, в сельском хозяйстве, в качестве обслуживающего персонала гостиниц. Несмотря на то, что правительство Таиланда выделяет квоты на трудоустройство для иностранной рабочей силы, подавляющее число бирманцев, лаосцев и кхмеров находится в стране нелегально. При этом многие из них живут в стране долгие годы и в разной степени владеют тайским языком.
Соседство с мусульманскими странами заметно сказывается на религиозном составе населения Пхукета. По официальным данным, 73 % жителей острова исповедуют буддизм и до 25 % — ислам. Католическая христианская церковь представлена монашеской Конгрегацией священного стигмата. 18 декабря 2011 года состоялось открытие православного храма Святой Животворящей Троицы на Пхукете (Московский Патриархат Русской Православной Церкви) в тамбоне Тхеп-Красаттри́, ампхе Тхала́нг.

## Транспорт

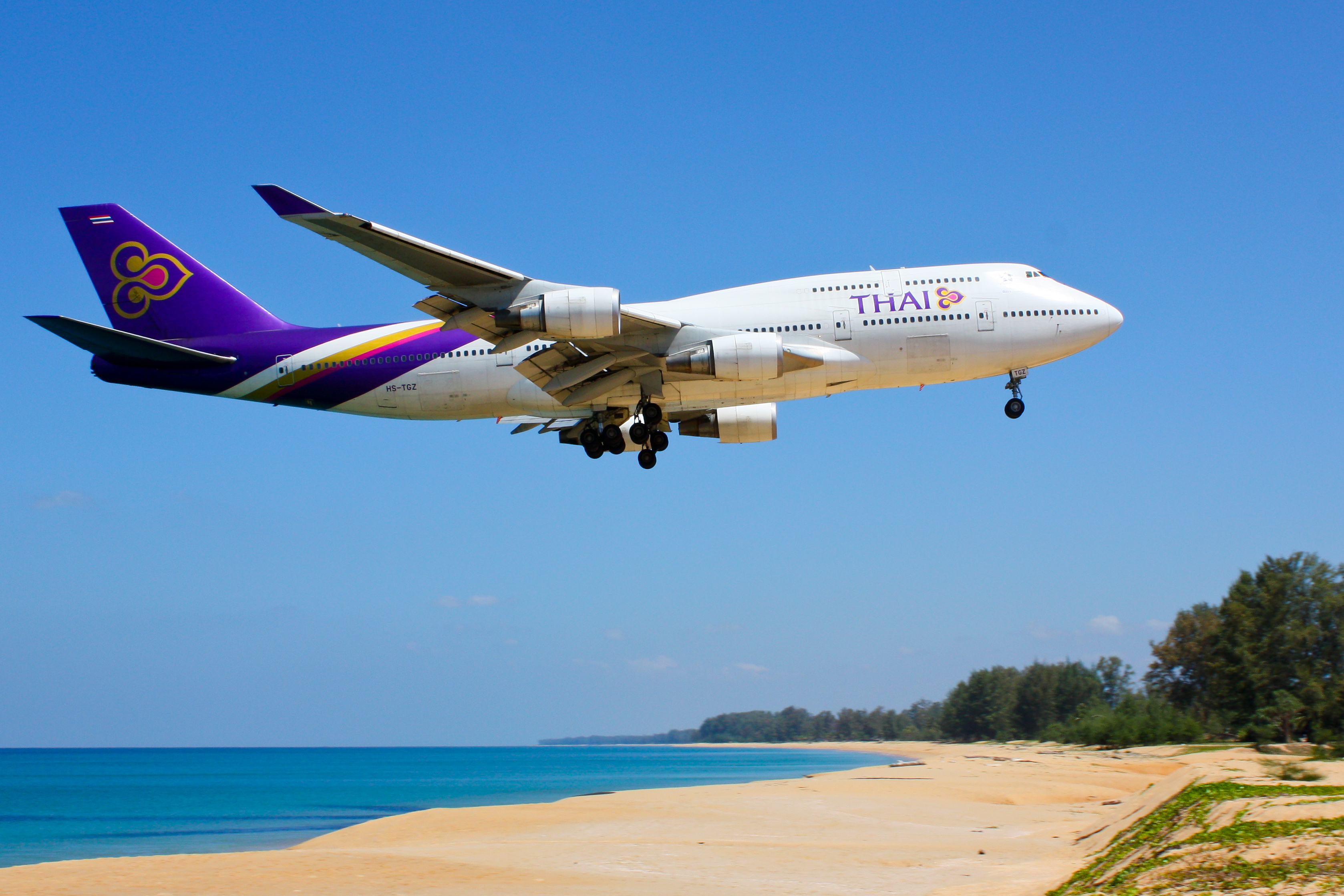
Boeing 747-400 авиакомпании Thai Airways International заходит на посадку в международный аэропорт Пхукета, 2010 год

Главными воздушными воротами провинции является его международный аэропорт (IATA: HKT, ICAO: VTSP), расположенный в северной части острова в 32 километрах от центра города Пхукет. Регулярные и чартерные рейсы в период высокого и пикового сезонов сюда совершают такие российские авиакомпании, как «Аэрофлот» (Москва, аэропорт Шереметьево), «I FLY» (Москва, аэропорт Внуково), «Nordwind Airlines» (Иркутск, Кемерово, Хабаровск, Красноярск, Минеральные Воды, Новосибирск, Санкт-Петербург, Владивосток, Екатеринбург), «S7 Airlines» (Иркутск, Хабаровск, Новосибирск, Владивосток), «UTair» (Казань, Ростов-на-Дону, Самара, Уфа, Тюмень, Екатеринбург) и другие. Из самых удалённых районов острова добраться до аэропорта можно не более чем за час. При пиковой пропускной способности от 1900 до 2100 пассажиров в час, сегодня аэропорт обслуживает самолёты 38 авиакомпаний, перевозящих около 6,5 миллионов человек. В 2012 году компания ООО «Аэропорты Таиланда» (Airport of Thailand Public Co.,Ltd.) приступила к реконструкции аэропорта, вложив в неё 185,7 миллиона долларов США. В 2015 году обслуживаемый ежегодный пассажиропоток должен был возрасти до 12,5 миллионов человек, кроме того, будет добавлен новый международный терминал.
С островом отсутствует железнодорожное сообщение, ближайший вокзал находится в провинции Сураттани́ (тайск. สุราษฎร์ธานี), откуда на Пхукет можно добраться регулярным автобусным рейсом.

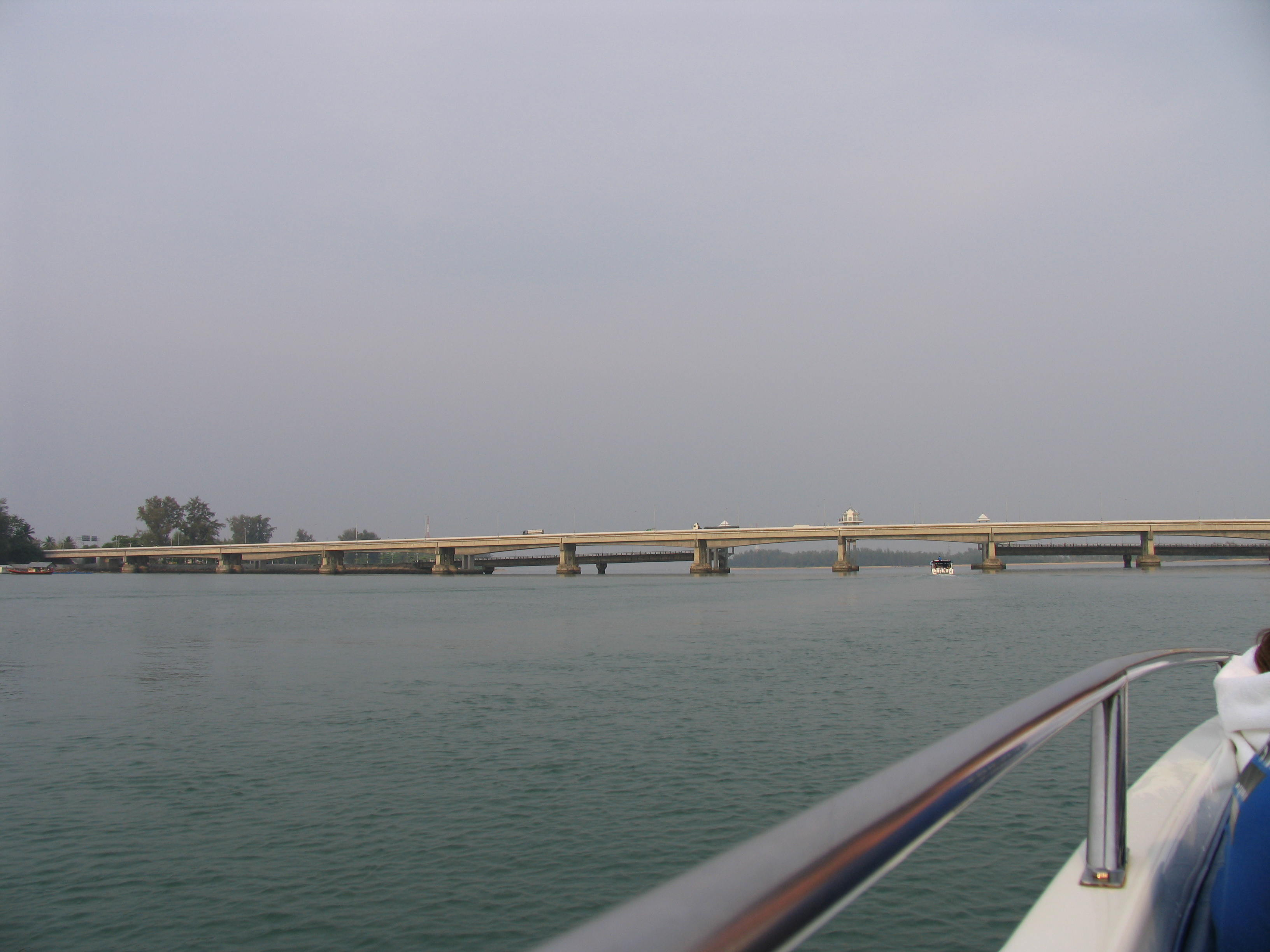
Мост Сарасин, 2012 год

До 1967 года Пхукет связывал с материковой частью страны только морской транспорт. Первый мост, открывший сухопутное сообщение, был назван в честь действовавшего тогда премьер-министра Таиланда, Пхо́та Сара́сина (тайск. พจน์สารสิน). При общей протяжённости 660 метров почти половина его длины, 300 метров, приходилась на дамбу, которая, в совокупности с низкой высотой пролётов, делала пролив Пакпхра́ закрытым для судоходства. Увеличивавшийся год от года поток транспортных средств вызвал необходимость строительства моста Тхеп Красаттри́ (тайск. สะพานเทพกระษัตรี), введённого в строй на рубеже тысячелетий. Движение по нему осуществляется в южном направлении. 1 августа 2011 года введён в эксплуатацию мост Си Сунтхо́н (тайск. สะพานศรีสุนทร), по которому движение организовано в северном направлении. Мост Сара́син ныне закрыт для движения транспортных средств, после реконструкции он стал пешеходным. Центральная часть моста была приподнята на пять метров, что вновь сделало пролив Пакпхра́ судоходным, по обоим его концам устроены смотровые площадки в виде ротонд.
Единственным видом общественного транспорта на Пхукете является сонгтео. В связи с большим пассажиропотоком на острове, они строятся на базе автомобилей большей грузоподъёмности, чем подобные транспортные средства в других районах Таиланда, и скорее напоминают собой автобусы. Наиболее часто их можно встретить на маршрутах, ведущих к пляжам. В пределах столицы провинции организованы регулярные городские автобусные маршруты. Традиционные моторикши, иначе — тук-туки, заменены здесь небольшими фургонами, в основном красного цвета, реже — жёлтого и зелёного. Цены легкового такси и тук-тука сопоставимы, а сонгтео — гораздо дешевле. Проезд между населёнными пунктами в пределах провинции осуществляется, как правило, по фиксированным тарифам. Такси со счётчиками очень редки.
Туристам и тем, кто приезжает на Пхукет на более длительный срок, предлагается огромный выбор автопрокатов и прокат мотобайков. Движение в Таиланде довольно плотное из-за большого количества байков, автомобилей и узких дорог, но при этом, оно размеренное, спокойное — местные водители практически не сигналят, спокойно пропускают и не моргают фарами, чтобы уступили дорогу. В целом, к левостороннему движению опытный водитель привыкает быстро. Ездить можно по международному или тайскому водительскому удостоверению.

## Цунами

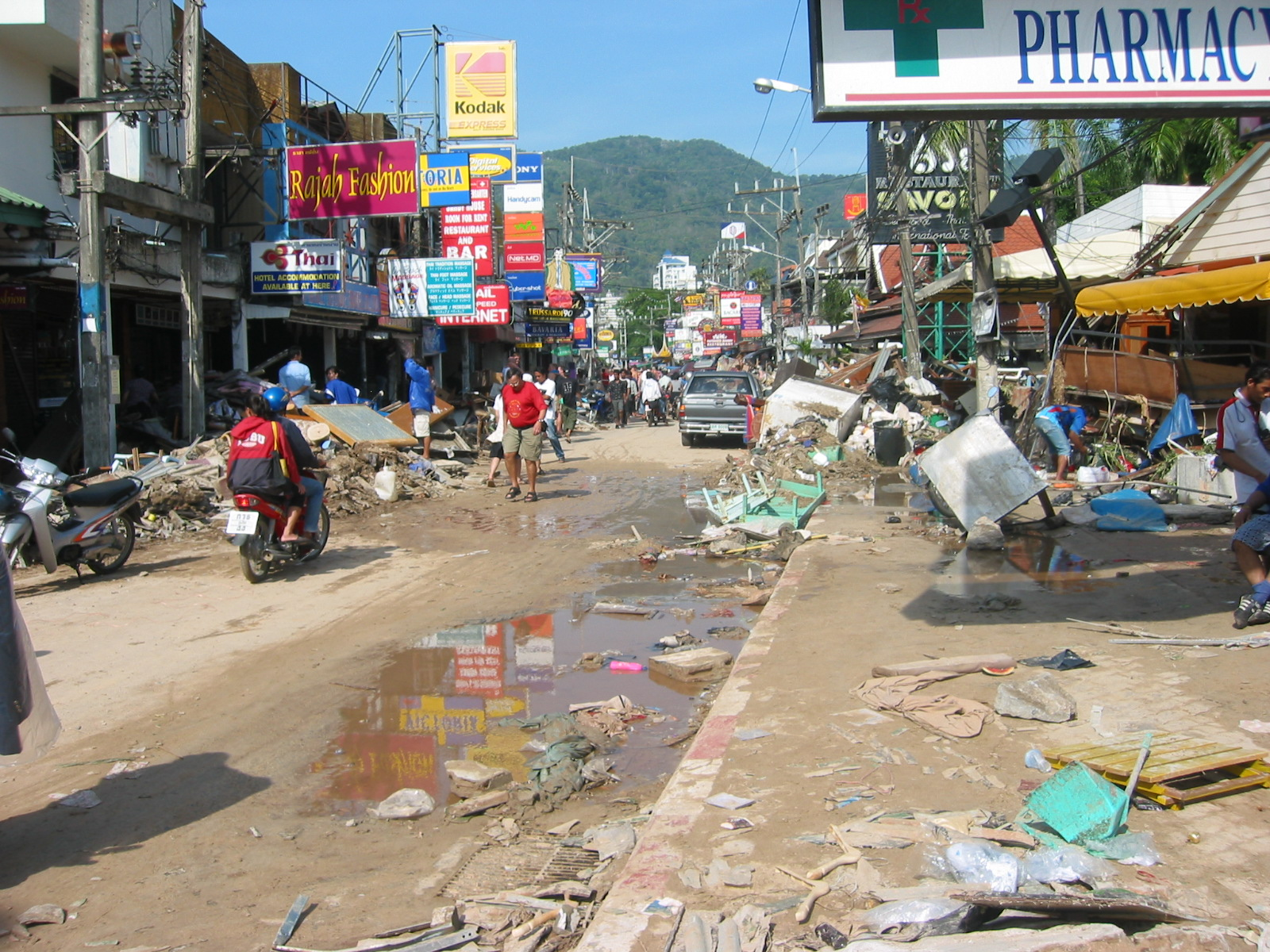
Пляж Патонг, пострадавший от цунами в декабре 2004 года

26 декабря 2004 года Пхукет и соседние районы таиландского западного побережья чрезвычайно пострадали от удара цунами, вызванного землетрясением на дне Индийского океана. Волны разрушили несколько густонаселённых районов, погибло около 4000 человек в стране, и десятки тысяч по всей Азии. По крайней мере 250 человек погибли на Пхукете, включая иностранных туристов. Практически все основные пляжи западного побережья, особенно Камала, пляж Патонг, Карон и Ката, получили большие повреждения. Пострадали также отели на южных пляжах острова.
К февралю 2005 основная масса отелей была восстановлена, и в течение 2005 года жизнь Пхукета медленно вновь вошла в нормальное русло. В декабре 2006 Таиланд запустил 22 буя системы слежения за цунами, которые были получены от США. Эти буи стали частью национальной системы слежения за гигантскими волнами, вызванными землетрясениями на дне океана. Они находятся в 1000 километрах от берега, между Таиландом и Шри-Ланкой, их поведение отслеживается со спутников США.

## Другие происшествия
18 сентября 2007 года в аэропорту острова самолёт McDonnell Douglas MD-82 разбился при посадке из-за плохих погодных условий. Самолёт вынесло со взлётно-посадочной полосы и он врезался в холм.